# Liste der Nummer-eins-Hits in den britischen Charts (2008)
Dies ist eine Liste der Nummer-eins-Hits in den britischen Charts im Jahr 2008. Sie basiert auf den Official Singles Chart Top 100 und den Albums Chart Top 100, die von der Official Charts Company ermittelt werden. Es gab in diesem Jahr 21 Nummer-eins-Singles und 35 Nummer-eins-Alben.

## Singles
| ← 2007 ← | Liste der Nummer-eins-Hits in den britischen Charts | Liste der Nummer-eins-Hits in den britischen Charts | Liste der Nummer-eins-Hits in den britischen Charts | 2009 → |
| \| Zeitraum \| Wo. ges. \| Interpret \| Titel Autor(en) \| Zusätzliche Informationen \| \| (Zeitraum, Wochen auf Platz eins, Interpret, Titel, Autor[en], zusätzliche Informationen) \| \| \| \| \| \| ----------------------------------------------------------------------------------------- \| -------- \| ------------------------------------------- \| ------------------------------------------------------------------------------------------------------------------------------------------------------------------------- \| ---------------------------------------------------------------------------------------------------------------------------------------------------------------------------------- \| \| 23. Dezember 2007 – 12. Januar 2008 3 Wochen \| 3 \| Leon Jackson \| When You Believe Stephen Lawrence Schwartz \| – \| \| 13. Januar 2008 – 16. Februar 2008 5 Wochen \| 5 \| Basshunter \| Now You’re Gone Jonas Erik Altberg \| – \| \| 17. Februar 2008 – 22. März 2008 5 Wochen \| 5 \| Duffy \| Mercy Stephen Andrew Booker, Aimee Ann Duffy \| – \| \| 23. März 2008 – 19. April 2008 4 Wochen \| 4 \| Estelle feat. Kanye West \| American Boy William Adams, Keith Harris, Joshua Lopez, Caleb Speir, John Roger Stephens, Estelle Swaray, Kanye O. West, Kweliebon Washington \| – \| \| 20. April 2008 – 17. Mai 2008 4 Wochen \| 4 \| Madonna feat. Justin Timberlake & Timbaland \| 4 Minutes Floyd Nathaniel Hills, Madonna Louise Ciccone, Timothy Z. Mosley, Justin R. Timberlake \| Für Madonna ist dies bereits der 13. Nummer-eins-Hit im Vereinigten Königreich, womit sie die weibliche Solointerpretin mit den meisten Nummer-eins-Hits in Großbritannien ist.[1] \| \| 18. Mai 2008 – 24. Mai 2008 1 Woche \| 1 \| The Ting Tings \| That’s Not My Name Katie Rebecca White, Julian de Martino \| – \| \| 25. Mai 2008 – 7. Juni 2008 2 Wochen \| 2 \| Rihanna \| Take a Bow Mikkel Storleer Eriksen, Tor Erik Hermansen, Shaffer Smith \| – \| \| 8. Juni 2008 – 21. Juni 2008 2 Wochen \| 2 \| Mint Royale \| Singin’ in the Rain Musik: Nacio Herb Brown; Text: Arthur Freed \| – \| \| 22. Juni 2008 – 28. Juni 2008 1 Woche \| 1 \| Coldplay \| Viva la Vida Guy Rupert Berryman, Jonathan Mark Buckland, William Champion, Christopher Anthony John Martin \| – \| \| 29. Juni 2008 – 5. Juli 2008 1 Woche \| 1 \| Ne-Yo \| Closer Mikkel Storleer Eriksen, Tor Erik Hermansen, Shaffer Smith, Bernt Rune Stray, Magnus Torkehagen Beite \| – \| \| 6. Juli 2008 – 2. August 2008 4 Wochen \| 4 \| Dizzee Rascal feat. Calvin Harris & Chrome \| Dance wiv Me Dylan Kwabena Mills, Calvin Harris, Nicholas Andrew Detnon, Tyrone Emmanuel Paul \| – \| \| 3. August 2008 – 9. August 2008 1 Woche \| 1 \| Kid Rock \| All Summer Long Edward C. King, Gary Robert Rossington, Ronnie Van Zant, Warren William Zevon, Robert T. Wachtel, Matthew L. Shafer, Robert J. Ritchie, Leroy P. Marinell \| – \| \| 10. August 2008 – 13. September 2008 5 Wochen \| 5 \| Katy Perry \| I Kissed a Girl Max Martin, Lukasz Gottwald, Katy Perry, Cathy Dennis \| – \| \| 14. September 2008 – 4. Oktober 2008 3 Wochen \| 3 \| Kings of Leon \| Sex on Fire Anthony Caleb Followill, Ivan Nathaniel Followill, Michael Jared Followill, Cameron Matthew Followill \| – \| \| 5. Oktober 2008 – 25. Oktober 2008 3 Wochen \| 3 \| Pink \| So What Alecia B. Moore, Max Martin, Johan Karl Schuster \| – \| \| 26. Oktober 2008 – 1. November 2008 1 Woche \| 1 \| Girls Aloud \| The Promise Nick Coler, Miranda Eleanor de Fonbrune Cooper, Brian Thomas Higgins, Kieran Rhys Jones, Timothy Martin Powell, Jason Peter Resch, Carla Maria Williams \| – \| \| 2. November 2008 – 22. November 2008 3 Wochen \| 3 \| X Factor Finalists \| Hero Mariah Carey, Walter N. Afanasieff \| – \| \| 23. November 2008 – 29. November 2008 1 Woche \| 1 \| Beyoncé \| If I Were a Boy Tobias Gad, Brittany Jean Carlson \| – \| \| 30. November 2008 – 6. Dezember 2008 1 Woche \| 1 \| Take That \| Greatest Day Jason Thomas Orange, Howard Paul Donald, Gary Barlow, Mark Anthony Owen \| – \| \| 7. Dezember 2008 – 20. Dezember 2008 2 Wochen \| 2 \| Leona Lewis \| Run Gary Lightbody, Mark Peter McClelland, Jonathan Graham Quinn, Nathan Connolly, Iain Archer \| – \| \| 21. Dezember 2008 – 10. Januar 2009 3 Wochen \| 3 \| Alexandra Burke \| Hallelujah Leonard Cohen \| – \| |                                                     |                                                     | | |
| ← 2007 |                                                     |                                                     | | → 2009 → |
| Zeitraum | Wo. ges.                                            | Interpret                                           | Titel Autor(en) | Zusätzliche Informationen |
| (Zeitraum, Wochen auf Platz eins, Interpret, Titel, Autor[en], zusätzliche Informationen) |                                                     |                                                     | | |
| 23. Dezember 2007 – 12. Januar 2008 3 Wochen | 3                                                   | Leon Jackson                                        | When You Believe Stephen Lawrence Schwartz | – |
| 13. Januar 2008 – 16. Februar 2008 5 Wochen | 5                                                   | Basshunter                                          | Now You’re Gone Jonas Erik Altberg | – |
| 17. Februar 2008 – 22. März 2008 5 Wochen | 5                                                   | Duffy                                               | Mercy Stephen Andrew Booker, Aimee Ann Duffy | – |
| 23. März 2008 – 19. April 2008 4 Wochen | 4                                                   | Estelle feat. Kanye West                            | American Boy William Adams, Keith Harris, Joshua Lopez, Caleb Speir, John Roger Stephens, Estelle Swaray, Kanye O. West, Kweliebon Washington                             | – |
| 20. April 2008 – 17. Mai 2008 4 Wochen | 4                                                   | Madonna feat. Justin Timberlake & Timbaland         | 4 Minutes Floyd Nathaniel Hills, Madonna Louise Ciccone, Timothy Z. Mosley, Justin R. Timberlake                                                                          | Für Madonna ist dies bereits der 13. Nummer-eins-Hit im Vereinigten Königreich, womit sie die weibliche Solointerpretin mit den meisten Nummer-eins-Hits in Großbritannien ist. |
| 18. Mai 2008 – 24. Mai 2008 1 Woche | 1                                                   | The Ting Tings                                      | That’s Not My Name Katie Rebecca White, Julian de Martino | – |
| 25. Mai 2008 – 7. Juni 2008 2 Wochen | 2                                                   | Rihanna                                             | Take a Bow Mikkel Storleer Eriksen, Tor Erik Hermansen, Shaffer Smith | – |
| 8. Juni 2008 – 21. Juni 2008 2 Wochen | 2                                                   | Mint Royale                                         | Singin’ in the Rain Musik: Nacio Herb Brown; Text: Arthur Freed | – |
| 22. Juni 2008 – 28. Juni 2008 1 Woche | 1                                                   | Coldplay                                            | Viva la Vida Guy Rupert Berryman, Jonathan Mark Buckland, William Champion, Christopher Anthony John Martin                                                               | – |
| 29. Juni 2008 – 5. Juli 2008 1 Woche | 1                                                   | Ne-Yo                                               | Closer Mikkel Storleer Eriksen, Tor Erik Hermansen, Shaffer Smith, Bernt Rune Stray, Magnus Torkehagen Beite                                                              | – |
| 6. Juli 2008 – 2. August 2008 4 Wochen | 4                                                   | Dizzee Rascal feat. Calvin Harris & Chrome          | Dance wiv Me Dylan Kwabena Mills, Calvin Harris, Nicholas Andrew Detnon, Tyrone Emmanuel Paul                                                                             | – |
| 3. August 2008 – 9. August 2008 1 Woche | 1                                                   | Kid Rock                                            | All Summer Long Edward C. King, Gary Robert Rossington, Ronnie Van Zant, Warren William Zevon, Robert T. Wachtel, Matthew L. Shafer, Robert J. Ritchie, Leroy P. Marinell | – |
| 10. August 2008 – 13. September 2008 5 Wochen | 5                                                   | Katy Perry                                          | I Kissed a Girl Max Martin, Lukasz Gottwald, Katy Perry, Cathy Dennis | – |
| 14. September 2008 – 4. Oktober 2008 3 Wochen | 3                                                   | Kings of Leon                                       | Sex on Fire Anthony Caleb Followill, Ivan Nathaniel Followill, Michael Jared Followill, Cameron Matthew Followill                                                         | – |
| 5. Oktober 2008 – 25. Oktober 2008 3 Wochen | 3                                                   | Pink                                                | So What Alecia B. Moore, Max Martin, Johan Karl Schuster | – |
| 26. Oktober 2008 – 1. November 2008 1 Woche | 1                                                   | Girls Aloud                                         | The Promise Nick Coler, Miranda Eleanor de Fonbrune Cooper, Brian Thomas Higgins, Kieran Rhys Jones, Timothy Martin Powell, Jason Peter Resch, Carla Maria Williams       | – |
| 2. November 2008 – 22. November 2008 3 Wochen | 3                                                   | X Factor Finalists                                  | Hero Mariah Carey, Walter N. Afanasieff | – |
| 23. November 2008 – 29. November 2008 1 Woche | 1                                                   | Beyoncé                                             | If I Were a Boy Tobias Gad, Brittany Jean Carlson | – |
| 30. November 2008 – 6. Dezember 2008 1 Woche | 1                                                   | Take That                                           | Greatest Day Jason Thomas Orange, Howard Paul Donald, Gary Barlow, Mark Anthony Owen                                                                                      | – |
| 7. Dezember 2008 – 20. Dezember 2008 2 Wochen | 2                                                   | Leona Lewis                                         | Run Gary Lightbody, Mark Peter McClelland, Jonathan Graham Quinn, Nathan Connolly, Iain Archer                                                                            | – |
| 21. Dezember 2008 – 10. Januar 2009 3 Wochen | 3                                                   | Alexandra Burke                                     | Hallelujah Leonard Cohen | – |

## Alben
| ← 2007 ← | Liste der Nummer-eins-Hits in den britischen Charts | Liste der Nummer-eins-Hits in den britischen Charts | Liste der Nummer-eins-Hits in den britischen Charts | 2009 →                    |
| \| Zeitraum \| Wo. ges. \| Interpret \| Titel \| Zusätzliche Informationen \| \| (Zeitraum, Wochen auf Platz eins, Interpret, Titel, zusätzliche Informationen) \| \| \| \| \| \| ------------------------------------------------------------------------------ \| -------- \| ----------------------- \| ----------------------------------------- \| ------------------------- \| \| 18. November 2007 – 5. Januar 2008 7 Wochen \| 7 \| Leona Lewis \| Spirit \| – \| \| 6. Januar 2008 – 12. Januar 2008 1 Woche \| 1 \| Radiohead \| In Rainbows \| – \| \| 13. Januar 2008 – 19. Januar 2008 1 Woche \| 1 \| Amy Macdonald \| This Is the Life \| – \| \| 20. Januar 2008 – 2. Februar 2008 2 Wochen \| 2 \| Scouting for Girls \| Scouting for Girls \| – \| \| 3. Februar 2008 – 9. Februar 2008 1 Woche \| 1 \| Adele \| 19 \| – \| \| 10. Februar 2008 – 23. Februar 2008 2 Wochen \| 2 \| Jack Johnson \| Sleep Through the Static \| – \| \| 24. Februar 2008 – 1. März 2008 1 Woche \| 1 \| The Feeling \| Join with Us \| – \| \| 2. März 2008 – 8. März 2008 1 Woche \| 1 \| Amy Winehouse \| Back to Black – The Deluxe Edition \| – \| \| 9. März 2008 – 5. April 2008 4 Wochen (insgesamt 5) \| 5 \| Duffy \| Rockferry \| – \| \| 6. April 2008 – 12. April 2008 1 Woche \| 1 \| R.E.M. \| Accelerate \| – \| \| 13. April 2008 – 19. April 2008 1 Woche (insgesamt 5) \| 5 \| Duffy \| Rockferry \| – \| \| 20. April 2008 – 26. April 2008 1 Woche \| 1 \| The Kooks \| Konk \| – \| \| 27. April 2008 – 3. Mai 2008 1 Woche \| 1 \| The Last Shadow Puppets \| The Age of the Understatement \| – \| \| 4. Mai 2008 – 10. Mai 2008 1 Woche \| 1 \| Madonna \| Hard Candy \| – \| \| 11. Mai 2008 – 17. Mai 2008 1 Woche \| 1 \| Scooter \| Jumping All Over the World \| – \| \| 18. Mai 2008 – 24. Mai 2008 1 Woche \| 1 \| Neil Diamond \| Home Before Dark \| – \| \| 25. Mai 2008 – 31. Mai 2008 1 Woche \| 1 \| The Ting Tings \| We Started Nothing \| – \| \| 1. Juni 2008 – 7. Juni 2008 1 Woche \| 1 \| Usher \| Here I Stand \| – \| \| 8. Juni 2008 – 14. Juni 2008 1 Woche \| 1 \| Paul Weller \| 22 Dreams \| – \| \| 15. Juni 2008 – 19. Juli 2008 5 Wochen (insgesamt 6) \| 6 \| Coldplay \| Viva la Vida or Death and All His Friends \| – \| \| 20. Juli 2008 – 26. Juli 2008 1 Woche \| 1 \| Basshunter \| Now You’re Gone – The Album \| – \| \| 27. Juli 2008 – 2. August 2008 1 Woche (insgesamt 6) \| 6 \| Coldplay \| Viva la Vida or Death and All His Friends \| – \| \| 3. August 2008 – 16. August 2008 2 Wochen (insgesamt 8) \| 8 \| ABBA \| ABBA Gold – Greatest Hits \| – \| \| 17. August 2008 – 30. August 2008 2 Wochen (insgesamt 3) \| 3 \| The Script \| The Script \| – \| \| 31. August 2008 – 13. September 2008 2 Wochen \| 2 \| The Verve \| Forth \| – \| \| 14. September 2008 – 27. September 2008 2 Wochen \| 2 \| Metallica \| Death Magnetic \| – \| \| 28. September 2008 – 11. Oktober 2008 2 Wochen (insgesamt 4) \| 4 \| Kings of Leon \| Only by the Night \| – \| \| 12. Oktober 2008 – 18. Oktober 2008 1 Woche \| 1 \| Oasis \| Dig Out Your Soul \| – \| \| 19. Oktober 2008 – 25. Oktober 2008 1 Woche \| 1 \| Keane \| Perfect Symmetry \| – \| \| 26. Oktober 2008 – 1. November 2008 1 Woche \| 1 \| AC/DC \| Black Ice \| – \| \| 2. November 2008 – 8. November 2008 1 Woche \| 1 \| Pink \| Funhouse \| – \| \| 9. November 2008 – 15. November 2008 1 Woche \| 1 \| Girls Aloud \| Out of Control \| – \| \| 16. November 2008 – 22. November 2008 1 Woche \| 1 \| Il Divo \| The Promise \| – \| \| 23. November 2008 – 29. November 2008 1 Woche \| 1 \| Leona Lewis \| Spirit: Deluxe Edition \| – \| \| 30. November 2008 – 6. Dezember 2008 1 Woche \| 1 \| The Killers \| Day & Age \| – \| \| 7. Dezember 2008 – 10. Januar 2009 5 Wochen \| 5 \| Take That \| The Circus \| – \| |                                                     |                                                     |                                                     |                           |
| ← 2007 |                                                     |                                                     |                                                     | → 2009 →                  |
| Zeitraum | Wo. ges.                                            | Interpret                                           | Titel                                               | Zusätzliche Informationen |
| (Zeitraum, Wochen auf Platz eins, Interpret, Titel, zusätzliche Informationen) |                                                     |                                                     |                                                     |                           |
| 18. November 2007 – 5. Januar 2008 7 Wochen | 7                                                   | Leona Lewis                                         | Spirit                                              | –                         |
| 6. Januar 2008 – 12. Januar 2008 1 Woche | 1                                                   | Radiohead                                           | In Rainbows                                         | –                         |
| 13. Januar 2008 – 19. Januar 2008 1 Woche | 1                                                   | Amy Macdonald                                       | This Is the Life                                    | –                         |
| 20. Januar 2008 – 2. Februar 2008 2 Wochen | 2                                                   | Scouting for Girls                                  | Scouting for Girls                                  | –                         |
| 3. Februar 2008 – 9. Februar 2008 1 Woche | 1                                                   | Adele                                               | 19                                                  | –                         |
| 10. Februar 2008 – 23. Februar 2008 2 Wochen | 2                                                   | Jack Johnson                                        | Sleep Through the Static                            | –                         |
| 24. Februar 2008 – 1. März 2008 1 Woche | 1                                                   | The Feeling                                         | Join with Us                                        | –                         |
| 2. März 2008 – 8. März 2008 1 Woche | 1                                                   | Amy Winehouse                                       | Back to Black – The Deluxe Edition                  | –                         |
| 9. März 2008 – 5. April 2008 4 Wochen (insgesamt 5) | 5                                                   | Duffy                                               | Rockferry                                           | –                         |
| 6. April 2008 – 12. April 2008 1 Woche | 1                                                   | R.E.M.                                              | Accelerate                                          | –                         |
| 13. April 2008 – 19. April 2008 1 Woche (insgesamt 5) | 5                                                   | Duffy                                               | Rockferry                                           | –                         |
| 20. April 2008 – 26. April 2008 1 Woche | 1                                                   | The Kooks                                           | Konk                                                | –                         |
| 27. April 2008 – 3. Mai 2008 1 Woche | 1                                                   | The Last Shadow Puppets                             | The Age of the Understatement                       | –                         |
| 4. Mai 2008 – 10. Mai 2008 1 Woche | 1                                                   | Madonna                                             | Hard Candy                                          | –                         |
| 11. Mai 2008 – 17. Mai 2008 1 Woche | 1                                                   | Scooter                                             | Jumping All Over the World                          | –                         |
| 18. Mai 2008 – 24. Mai 2008 1 Woche | 1                                                   | Neil Diamond                                        | Home Before Dark                                    | –                         |
| 25. Mai 2008 – 31. Mai 2008 1 Woche | 1                                                   | The Ting Tings                                      | We Started Nothing                                  | –                         |
| 1. Juni 2008 – 7. Juni 2008 1 Woche | 1                                                   | Usher                                               | Here I Stand                                        | –                         |
| 8. Juni 2008 – 14. Juni 2008 1 Woche | 1                                                   | Paul Weller                                         | 22 Dreams                                           | –                         |
| 15. Juni 2008 – 19. Juli 2008 5 Wochen (insgesamt 6) | 6                                                   | Coldplay                                            | Viva la Vida or Death and All His Friends           | –                         |
| 20. Juli 2008 – 26. Juli 2008 1 Woche | 1                                                   | Basshunter                                          | Now You’re Gone – The Album                         | –                         |
| 27. Juli 2008 – 2. August 2008 1 Woche (insgesamt 6) | 6                                                   | Coldplay                                            | Viva la Vida or Death and All His Friends           | –                         |
| 3. August 2008 – 16. August 2008 2 Wochen (insgesamt 8) | 8                                                   | ABBA                                                | ABBA Gold – Greatest Hits                           | –                         |
| 17. August 2008 – 30. August 2008 2 Wochen (insgesamt 3) | 3                                                   | The Script                                          | The Script                                          | –                         |
| 31. August 2008 – 13. September 2008 2 Wochen | 2                                                   | The Verve                                           | Forth                                               | –                         |
| 14. September 2008 – 27. September 2008 2 Wochen | 2                                                   | Metallica                                           | Death Magnetic                                      | –                         |
| 28. September 2008 – 11. Oktober 2008 2 Wochen (insgesamt 4) | 4                                                   | Kings of Leon                                       | Only by the Night                                   | –                         |
| 12. Oktober 2008 – 18. Oktober 2008 1 Woche | 1                                                   | Oasis                                               | Dig Out Your Soul                                   | –                         |
| 19. Oktober 2008 – 25. Oktober 2008 1 Woche | 1                                                   | Keane                                               | Perfect Symmetry                                    | –                         |
| 26. Oktober 2008 – 1. November 2008 1 Woche | 1                                                   | AC/DC                                               | Black Ice                                           | –                         |
| 2. November 2008 – 8. November 2008 1 Woche | 1                                                   | Pink                                                | Funhouse                                            | –                         |
| 9. November 2008 – 15. November 2008 1 Woche | 1                                                   | Girls Aloud                                         | Out of Control                                      | –                         |
| 16. November 2008 – 22. November 2008 1 Woche | 1                                                   | Il Divo                                             | The Promise                                         | –                         |
| 23. November 2008 – 29. November 2008 1 Woche | 1                                                   | Leona Lewis                                         | Spirit: Deluxe Edition                              | –                         |
| 30. November 2008 – 6. Dezember 2008 1 Woche | 1                                                   | The Killers                                         | Day & Age                                           | –                         |
| 7. Dezember 2008 – 10. Januar 2009 5 Wochen | 5                                                   | Take That                                           | The Circus                                          | –                         |

## Jahreshitparaden
| ← 2007 ← | Liste der Nummer-eins-Hits in den britischen Charts | Liste der Nummer-eins-Hits in den britischen Charts | Liste der Nummer-eins-Hits in den britischen Charts | 2009 →   |
| \| Singles \| Position# \| Alben \| \| ---------------------------------------------------------------------------------------------------------------------------------------------------------------------- \| --------- \| -------------------------------------------------- \| \| Hallelujah Alexandra Burke Leonard Cohen \| 1 \| Rockferry Duffy \| \| Hero X Factor Finalists Mariah Carey, Walter N. Afanasieff \| 2 \| The Circus Take That \| \| Mercy Duffy Stephen Andrew Booker, Aimee Ann Duffy \| 3 \| Only by the Night Kings of Leon \| \| I Kissed a Girl Katy Perry Max Martin, Lukasz Gottwald, Katy Perry, Cathy Dennis \| 4 \| Spirit Leona Lewis \| \| Rockstar Nickelback Chad Robert Kroeger, Ryan Anthony Peake, Michael Douglas Henry Kroeger, Daniel Patrick Adair \| 5 \| Viva la Vida or Death and All His Friends Coldplay \| \| American Boy Estelle feat. Kanye West William Adams, Keith Harris, Joshua Lopez, Caleb Speir, John Roger Stephens, Estelle Swaray, Kanye O. West, Kweliebon Washington \| 6 \| Good Girl Gone Bad Rihanna \| \| Sex on Fire Kings of Leon Anthony Caleb Followill, Ivan Nathaniel Followill, Michael Jared Followill, Cameron Matthew Followill \| 7 \| Day & Age The Killers \| \| Now You’re Gone Basshunter Jonas Erik Altberg \| 8 \| Out of Control Girls Aloud \| \| 4 Minutes Madonna feat. Justin Timberlake & Timbaland Floyd Nathaniel Hills, Madonna Louise Ciccone, Timothy Z. Mosley, Justin R. Timberlake \| 9 \| Funhouse Pink \| \| Black & Gold Sam Sparro Jesse Rogg, Samuel F. Falson \| 10 \| Scouting for Girls \| |                                                     |                                                     |                                                     |          |
| ← 2007 |                                                     |                                                     |                                                     | → 2009 → |
| Singles | Position#                                           | Alben                                               |                                                     |          |
| Hallelujah Alexandra Burke Leonard Cohen | 1                                                   | Rockferry Duffy                                     |                                                     |          |
| Hero X Factor Finalists Mariah Carey, Walter N. Afanasieff | 2                                                   | The Circus Take That                                |                                                     |          |
| Mercy Duffy Stephen Andrew Booker, Aimee Ann Duffy | 3                                                   | Only by the Night Kings of Leon                     |                                                     |          |
| I Kissed a Girl Katy Perry Max Martin, Lukasz Gottwald, Katy Perry, Cathy Dennis | 4                                                   | Spirit Leona Lewis                                  |                                                     |          |
| Rockstar Nickelback Chad Robert Kroeger, Ryan Anthony Peake, Michael Douglas Henry Kroeger, Daniel Patrick Adair | 5                                                   | Viva la Vida or Death and All His Friends Coldplay  |                                                     |          |
| American Boy Estelle feat. Kanye West William Adams, Keith Harris, Joshua Lopez, Caleb Speir, John Roger Stephens, Estelle Swaray, Kanye O. West, Kweliebon Washington | 6                                                   | Good Girl Gone Bad Rihanna                          |                                                     |          |
| Sex on Fire Kings of Leon Anthony Caleb Followill, Ivan Nathaniel Followill, Michael Jared Followill, Cameron Matthew Followill | 7                                                   | Day & Age The Killers                               |                                                     |          |
| Now You’re Gone Basshunter Jonas Erik Altberg | 8                                                   | Out of Control Girls Aloud                          |                                                     |          |
| 4 Minutes Madonna feat. Justin Timberlake & Timbaland Floyd Nathaniel Hills, Madonna Louise Ciccone, Timothy Z. Mosley, Justin R. Timberlake | 9                                                   | Funhouse Pink                                       |                                                     |          |
| Black & Gold Sam Sparro Jesse Rogg, Samuel F. Falson | 10                                                  | Scouting for Girls                                  |                                                     |          |

Die Angaben basieren auf den offiziellen Verkaufshitparaden der Official UK Charts Company für das Vereinigte Königreich. Die Datumsangaben beziehen sich auf das Gültigkeitsdatum der Charts, also jeweils die auf die Verkaufswoche folgende Woche.